# Антибританизм
Антибританизм — это предубеждение, преследование, дискриминация, страх, неприязнь или ненависть по отношению к британскому правительству, британскому народу или культуре Соединенного Королевства.

## Аргентина
Исторически антибританские настроения в Аргентине имеет свои корни в споре о суверенитете над Фолклендскими островами и Фолклендской войне 1982 года, а также в восприятии непропорционального политического влияния, которое Великобритания когда-то имела в стране из-за большого объема британских инвестиций в Аргентину в начале XX века, примером чего служит спорный Договор Рока-Рансимана 1933 года. . Из-за этих настроений в Аргентине время от времени происходили протесты против правительства Соединенного Королевства . 

## Германия
«Gott strafe England» ( рус. Да накажет Бог Англию) — антибританский лозунг, придуманный поэтом Эрнстом Лиссауэром во время Первой мировой войны . Он использовался Германской имперской армией, а также немецким народом во время Первой мировой войны.  В 1946 году толпа немцев в Гамбурге скандировала эту песню. 

## Южная Азия

### Индия
Во времена британского правления в Индии многие индийцы бойкотировали британцев и кричали о независимости. В результате Болливуд иногда изображал британцев в негативном свете. Несмотря на большую индийскую общину в Великобритании, в Индии до сих пор сохраняются антибританские настроения.
Важную роль в усилении ненависти к британцам  сыграла Амритсарская бойня. 13 апреля 1919 года британские солдаты под командованием генерала Дайера расстреляли тысячи мирных индийцев в парке Джаллианвале-Багх без предупреждения. По оффициальной версии число убитых составило 379 человек (по индийским данным — более 1000), включая женщин и детей. Вместо наказания Дайер получил поддержку британского общества, что вызвало шок и гнев в Индии. Это событие стало поворотным моментом, после которого даже умеренные индийские лидеры начали требовать полной независимости от Британской империи.

### Пакистан
Антибританизм в Пакистане существует в историческом и культурном контексте, но в отличие от Индии, он не играет активной роли в политике или массовом сознании. Однако антибританизм в Пакистане может проявляться в форме критики колониализма. Периодически в СМИ появляются статьи, осуждающие раздел Британской Индии в 1947 году как плохо спланированный и кровавый процесс, ответственность за который частично лежит на британцах.

## Иран
Антибританизм, иногда называемый англофобией, считается глубоко укоренившимся в иранской культуре и истории. Исторически Британская империя оказывала значительное политическое и экономическое влияние на Иран (Персию), особенно в первой половине XX века. Британское правительство активно вмешивалось в иранские внутренние дела, включая участие в свержении династии Каджаров в 1920-х годах, поддержку прихода к власти Реза-шаха Пехлеви и совместную с ЦРУ организацию государственного переворота в 1953 году, в результате которого был свергнут премьер-министр Мохаммед Мосаддык, пытавшийся национализировать нефтяную промышленность, ранее контролируемую Англо-персидской нефтяной компанией.
В современной истории антибританские настроения в Иране усиливались в период политических кризисов. В июле 2009 года, после массовых протестов против результатов президентских выборов, советник верховного лидера Али Хаменеи назвал Великобританию «хуже Америки» за её предполагаемое вмешательство. В августе 2010 года первый вице-президент Ирана Мохаммад Реза Рахими назвал британцев «глупыми» и «не людьми», что вызвало резкую реакцию британских официальных лиц.
В ноябре 2011 года иранский парламент проголосовал за снижение уровня дипломатических отношений с Великобританией после введения Лондоном санкций, связанных с иранской ядерной программой. 29 ноября того же года иранские студенты ворвались в здание британского посольства в Тегеране, нанесли ущерб, сожгли флаг и скандировали лозунги «Смерть Англии». Некоторые иранские СМИ охарактеризовали Великобританию как «старую лису» — термин, популяризированный писателем Сейедом Ахмадом Адибом Пишавари и широко используемый в Иране для обозначения британской политики как коварной и двуличной.
Скептицизм по отношению к Великобритании сохранялся и после восстановления дипломатических отношений. В августе 2015 года часть иранских изданий критиковала повторное открытие британского посольства. Согласно опросу, проведённому в сентябре 2021 года Группой по анализу и измерению отношения к Соединённому Королевству, 63 % иранцев выразили негативное отношение к Британии, и лишь 25 % — положительное.

## Ирландия
Существует долгая история антибританских предрассудков и особенно антианглийских настроений внутри ирландского национализма. Эти настроения берут начало в ирландской истории, начиная с англо-нормандского вторжения в Ирландию и, в особенности, в политике и действиях британского правительства во время длительной оккупации Ирландии, включая Великий голод, уголовные законы и религиозные преследования католической церкви, происходившие со времён правления Генриха VIII до католической эмансипации в 1829 году. Враждебность ирландского населения, главным образом католической бедноты, была во многом направлена против англо-ирландского класса землевладельцев, выступавших опорой протестантского господства и антикатолического вигского однопартийного государства, доминировавшего в Ирландии вплоть до конца XIX века, в том числе в период Сухопутной войны.
Тем не менее, во время Пиренейской войны против антикатолического Наполеона Бонапарта значительная часть армии герцога Веллингтона состояла из ирландских католиков. Их численность продолжала расти, и к 1831 году ирландцы составляли около сорока процентов всей британской армии. В 1860-х годах это число достигло пика: до шестидесяти процентов военнослужащих заявляли, что родились в Ирландии или имеют ирландское происхождение. Однако впоследствии это число начало постепенно снижаться и к началу англо-бурской войны составляло около двадцати процентов. После Великого голода антианглийские настроения и идеи антиколониализма стали частью идеологической платформы ирландского националистического движения. В начале XX века движение Кельтского возрождения соединило культурный поиск ирландской идентичности с процессом деколонизации и возрождением ирландского языка.
К 1914 году в составе британской армии служило около 247 тысяч человек, из которых 20 тысяч были ирландцами. Помимо этого, было ещё около 145 тысяч резервистов, 30 тысяч из которых также были выходцами из Ирландии. Таким образом, накануне Первой мировой войны ирландцы составляли примерно двенадцать процентов от общего состава вооружённых сил Великобритании. Во время войны около пятидесяти тысяч ирландцев погибли, включая таких известных военных поэтов, как Том Кеттл и Фрэнсис Ледвидж. Однако события Пасхального восстания 1916 года и провозглашение Ирландской республики Первым Дойлом в 1919 году сопровождались ожесточёнными действиями британских сил, чьи жестокости во время Ирландской войны за независимость до сих пор сохраняются в памяти и обсуждаются в ирландских общинах.
Несмотря на нейтралитет Ирландии во Второй мировой войне, около 70 тысяч ирландцев, включая примерно 50 тысяч из Северной Ирландии, добровольно вступили в британские вооружённые силы. Семь с половиной тысяч из них погибли. Подавляющее большинство приняли решение служить Великобритании добровольно, особенно в Южной Ирландии, где такие решения носили в основном индивидуальный характер. Во время Смуты 1969–1998 годов значительная поддержка, которой пользовалась Временная Ирландская республиканская армия среди населения Республики Ирландия, позволила ИРА действовать с территории страны и использовать её как базу для операций против Северной Ирландии и Англии, что способствовало продолжительности конфликта.
Сотни граждан Республики Ирландия присоединились к ИРА, включая таких фигур, как Мартин Феррис, участвовавший в неудачной попытке ввоза оружия на судне «Марита Энн», Томас Макмахон, ответственный за убийство лорда Маунтбеттена, и Дейти О’Конайл, обвиняемый в доставке автомобильной бомбы в Северную Ирландию. Однако внутри ИРА также действовали кроты, такие как Шон О’Каллаган, сотрудничавший со спецслужбами Ирландии и предоставлявший информацию контртеррористическому отделу полиции Garda Síochána. 2 февраля 1972 года в ответ на Кровавое воскресенье, когда британские парашютисты расстреляли мирных протестующих в Лондондерри, толпа численностью от 20 до 100 тысяч человек сожгла британское посольство в Дублине. 12 мая 1981 года, в разгар ирландской голодовки, 2000 человек попытались прорваться к зданию британского посольства в столице Ирландии.
В 2011 году напряжённость и антибританские настроения вновь усилились в связи с запланированным визитом королевы Елизаветы II в Ирландию — первого визита британского монарха за столетие. 26 февраля того же года республиканская организация провела демонстрацию у здания Главного почтового управления в Дублине, а группа Éirígí организовала символическое инсценированное судебное разбирательство и обезглавливание чучела королевы. Владельцы ирландских пабов вывешивали транспаранты с сообщениями о том, что члены королевской семьи не являются желанными гостями в Ирландии, пока хоть один дюйм острова остаётся под контролем Великобритании.
В ходе визита королева посетила Сад памяти в Дублине, посвящённый борцам за независимость Ирландии, где были прочитаны стихи Лиама Мак Уистина на ирландском языке и возложен венок в честь погибших. Этот жест был широко освещён в ирландских СМИ. Тем не менее, после смерти Елизаветы II 8 сентября 2022 года в социальных сетях распространилось видео с футбольного матча Лиги Европы УЕФА в Дублине, где фанаты «Шемрок Роверс» пели «Лиззи в коробке, в коробке, Лиззи в коробке» под мелодию песни группы KC and the Sunshine Band. В 2018 году ирландская писательница и журналистка Меган Нолан в статье для The New York Times открыто писала о своей неприязни к Англии и англичанам, что подчеркивает устойчивость антипатий к Британии в части ирландского общества.

## Испания
Антибританские настроения усилились в Испании после уступки Гибралтара Великобритании по Утрехтскому договору 1713 года после Войны за испанское наследство . В августе 2013 года Испания рассматривала возможность заключения союза с Аргентиной по вопросу статуса Фолклендских островов . 

## США

### После войны за независимость
Президент Томас Джефферсон жаловался на необоснованную враждебность по отношению к британскому государству со стороны народа Соединенных Штатов во время Наполеоновских войн, вызванную Войной за независимость США . 

### Гражданская война в США
Во время Гражданской войны в США (1861–1865) в северных штатах усилились антибританские настроения, вызванные предполагаемой скрытой поддержкой Великобританией Конфедеративных Штатов Америки. Несмотря на официальную позицию нейтралитета, Британская империя допускала ряд действий, воспринимаемых в США как недружественные. Британские верфи строили корабли для Конфедерации, включая известный рейдер CSS Alabama. Лондон проявлял терпимость к деятельности Секретной службы Конфедерации, действовавшей на британской территории, включая Канаду, как к базе операций против Союза. Среди известных операций — рейд на Сент-Олбанс, Чесапикское дело, а также деятельность агентов вроде Джеймса Д. Буллока. Эти действия противоречили британским законам о нейтралитете и вызывали резкую критику в США. Ирландский военный корреспондент The Times Уильям Говард Рассел, посетивший обе стороны конфликта, писал 13 ноября 1863 года в своём дневнике:
«Я не могу припомнить ни одной поездки по северным штатам, где бы мне не дали ясно понять, что Англия рассматривается как враг, а Лондон — как сторонник мятежа».
В 1869 году администрация президента Улисса С. Гранта подала на Великобританию в суд, инициировав так называемые Алабамские претензии, обвиняя её в нарушении нейтралитета и нанесении ущерба американскому торговому флоту. США также заявили, что без британской контрабанды война могла бы завершиться уже к 1863 году. В 1872 году международный арбитраж в Женеве постановил, что Великобритания должна выплатить США $15,5 млн в качестве компенсации за ущерб, причинённый рейдерами, построенными на её территории.

### Вторая мировая война
Во время Второй мировой войны антибританизм в США вновь проявился — на этот раз в виде политической и военной критики. Американский журналист Эдвард Р. Мэрроу в мае 1942 года отмечал, что причины антибританских настроений включают — влияние англофобски настроенных групп (ирландцы, немцы, изоляционисты), недовольство отсутствием быстрых побед Великобритании, разочарование событиями, такими как падение Сингапура, и общее стремление обвинять союзников в военных неудачах.
Некоторые высокопоставленные американские военные придерживались подобных взглядов. Адмирал флота Эрнест Кинг, один из главных командующих ВМС США, был известен своей холодной позицией по отношению к Британии, что влияло на его стратегические решения в Атлантике. Генерал Джозеф Стилуэлл, командовавший на Тихоокеанском театре в Китае, Бирме и Индии, также открыто выражал антибританские взгляды, хотя при этом поддерживал хорошие личные отношения с британским генералом Уильямом Слимом.

### XXI век и популярная культура
В современную эпоху антибританизм чаще проявляется в массовой культуре и сатире. Американский автор и рекламный менеджер Стивен А. Грасс опубликовал книгу "Evil Empire: 101 Ways That England Ruined the World", в которой с ироничной, но провокационной подачей описывает предполагаемые вредные последствия британского влияния.
Фильм 2000 года «Патриот» режиссёра Роланда Эммериха вызвал критику в Великобритании за искажение образа британских солдат во время Войны за независимость США. В частности, сцена сожжения мирных жителей в церкви была названа исторически недостоверной и оскорбительной: городской совет Ливерпуля выразил протест, утверждая, что персонаж генерала Банастра Тарлетона показан несправедливо. Некоторые критики сравнивали сцену с резнёй в Орадур-сюр-Глан, устроенной нацистами во Франции, предполагая, что создатели сознательно заменили немецких солдат на британских.